# Għarb
Għarb a Máltai-szigetcsoport részét képező Għawdex (Gozo) egyik helyi tanácsa. Lakossága 1160 fő. Neve arab eredetű, és naplementét ill. nyugatot jelent. Olasz neve Garbo. Külterületén található Málta legnyugatibb pontja. A községen kívüli területei: Ta' Pinu és Ta' Dbieġi.

## Története
Ásatások kőkori (Kr.e. 3800-3000), majd később bronzkori (Kr.e. 1630-800) lakosok nyomait fedték fel il-Mixta barlangjaiban. A föníciai, római és bizánci jelenlétet illetően csak - főként nevekre hagyatkozó - találgatások vannak.
A mai község egyszerű falusi külterületként jött létre. Az 1667-es népszámlálásban Garbo néven a sziget harmadik legnépesebb települése 73 háztartásban 324 lakossal. 1679 óta önálló egyházközség, 1699 és 1729 között épült fel a plébániatemplom. 1994 óta Málta 68 helyi tanácsának egyike.
2010 szeptemberében a San Dimitri kápolna mögötti Farruġia tűzijátékgyárban az ország történetének egyik legsúlyosabb tűzijáték-balesete történt, amikor a raktár épülete az ünnepre felhalmozott rakétákkal felrobbant. A balesetben hatan, a tulajdonos és családtagjai vesztették életüket.

## Önkormányzata
Għarbot öttagú helyi tanács irányítja. A jelenlegi, hetedik tanács 2013-ban lépett hivatalba, 3 nemzeti párti és 2 munkáspárti képviselő alkotja.
Polgármesterei:
- Louis Apap (1994-1997)
- David Agius Apap (1997-)

## Nevezetességei

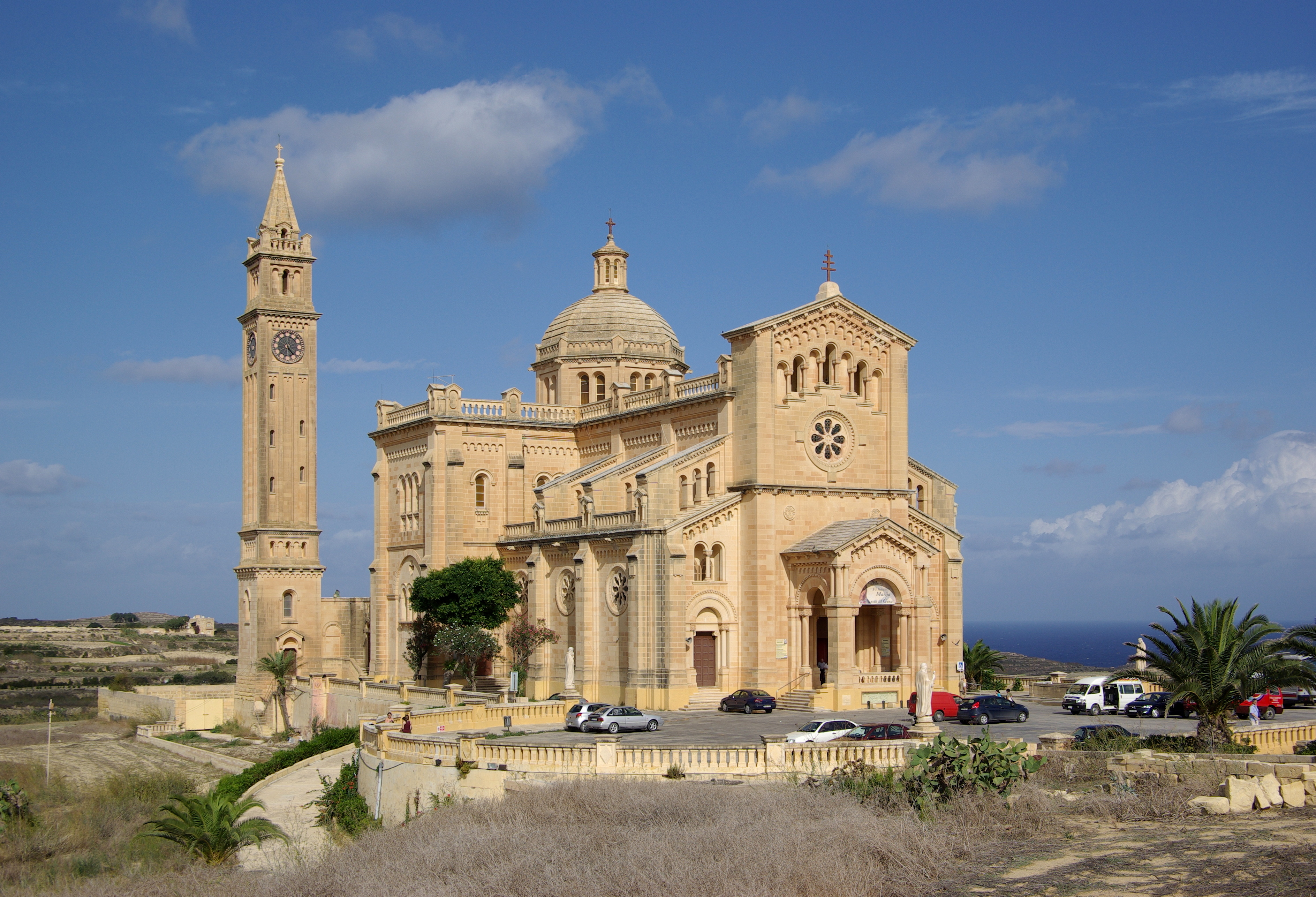
Ta' Pinu temploma

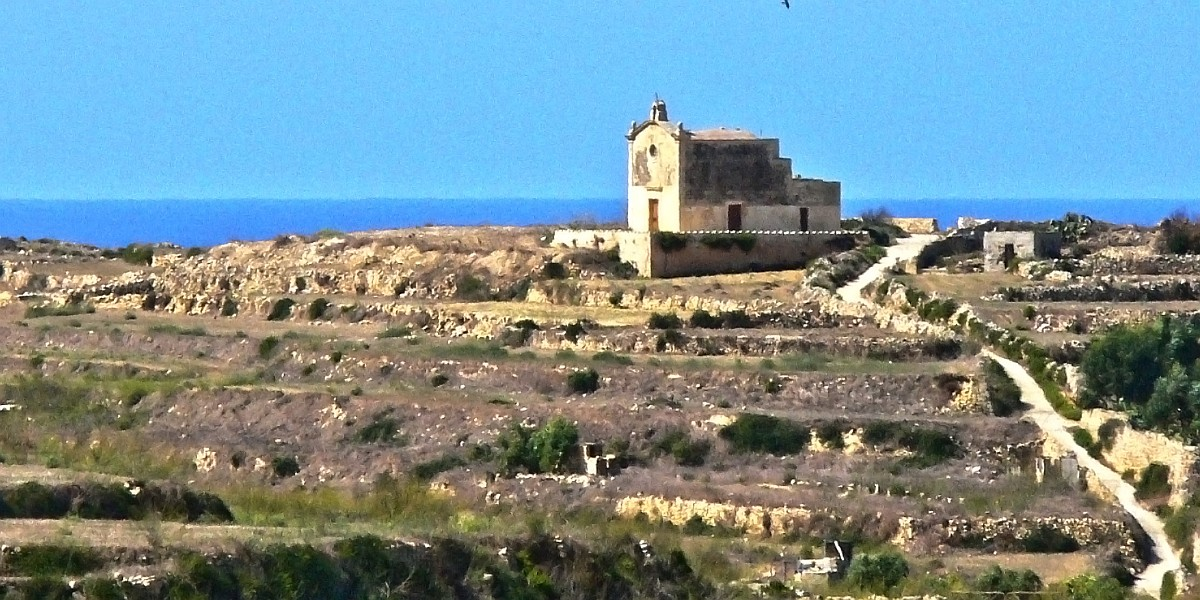
A San Dimitri-kápolna

### Ta' Pinu
1883-ban egy helyi asszony ezen a helyen hallotta Mária hangját. A templom építése 1920. május 30-án kezdődött, 1932. augusztus 21-én szentelték fel. A neoromán stílusú bazilikában 6 mozaik és 76 festett üvegkép található. A harangtorony 61 méter magas.
A templomhoz rengeteg beteljesült fogadalom és csodálatos esemény köthető, mára Málta legfontosabb zarándokhelyévé vált. Erről tanúskodnak a külön helyiségben elhelyezett fogadalmi ajándékok és a csodálatos eseményekhez kötődő híradások.
A templommal szemközti dombra vezető út mentén 14 életnagyságú szoborból álló keresztút található, a dombtetőről pedig gyönyörű kilátás nyílik a szigetre.

### Egyéb nevezetességei
- Plébániatemplom: különleges homlokzatú barokk templom, a római Piazza Navona épületei ihlették
- Folklór Múzeum
- Frenċ ta’ l-Għarb Museum & Church Museum
- Ta' Dbieġi kézműves-falu, mellette emelkedik Gozo legmagasabb pontja
- Taż-Żejt-kápolna
- San Dimitri-kápolna (Szent Demeter)
- A San Dimitri-kápolnához[6] és a Madonna taż-Żejt kápolnához is fűződik egy-egy régi legenda,[7] a községben játszódik ezenkívül az Ix-Xaqqufija kincsei című történet[8]

## Kultúra
Band clubja az Għaqda Mużikali Viżitazzjoni. Folklór-csoportja az Għaqda Folkloristika tal-Qiegħa.

## Sport
Egyetlen sportegyesülete a labdarúgó Għarb Rangers Football Club.

## Közlekedés
Gozo kikötőjéből a 301 vagy 303-as busz visz el a rabati buszpályaudvarig, ahonnan a 312-es busszal juthatunk el Għarbba.